# Hapoel Petah Tikva

Logoul precedent

Hapoel Petah Tikva (în ebraică הַפּוֹעֵל פֶּתַח תִּקְוָה) este un club de fotbal israelian din orașul Petah Tikva.

## Palmares
- Campioană (6): 1955, 1958–59, 1959–60, 1960–61, 1961–62, 1962–63
  - Vicecampioană (9): 1955–56, 1956–57, 1957–58, 1964–65, 1966–68, 1988–89, 1989–90, 1990–91, 1996–97
- Israel State Cup (2): 1957, 1992
  - Finalistă (6): 1955, 1959, 1961, 1968, 1974, 1991
- Supercupa Israelului (1): 1962
  - Finalistă (1): 1957
- Toto Cup (4): 1986, 1990, 1991, 2005
- Toto Cup Leumit (1): 2007
- Liga Leumit
  - Finalistă (2): 2007-08, 2013–14

## Antrenori
| - Moshe Varon (1953–56) - Jackie Gibbons (1956–57) - Eliezer Spiegel (1957–58) - Jackie Gibbons (1958–59) - Edmond Schmilovich (1964–65) - Milovan Beljin (1969–72) - Michael Sheinfeld (1978–79) - Amazzia Levkovic (1980–81) - Itzhak Schneor (1981–82) - Giora Spiegel (1983–86) - Avram Grant (1 iulie 1986–30 iunie 1991) - Ze'ev Seltzer (1991–92) - Ján Pivarník (1992–93) | - David Schweitzer (1993) - Moshe Meiri (1993–94) - Dov Bremler (1994) - Guy Levy (1 iulie 1994–30 iunie 1996) - Nir Levine (1996–98) - Giora Spiegel (1998–99) - Nir Levine (1999–00) - Eli Cohen (1 iulie 2000–30 iunie 2001) - Eli Guttman (2001–02) - Nir Levine (2002) - Freddy David (2003–05) - Dror Kashtan (1 iulie 2004–30 iunie 2005) - Rafi Cohen (2005) | - Nir Levine (2005–06) - Eyal Lahman (2006–07) - Uri Malmilian (2007–08) - Eli Mahpud (Feb 20, 2008–9 aprilie 2009) - Danny Nir'on (1 iulie 2009–Nov 23, 2009) - Shavit Elimelech (Nov 22, 2009–Dec 16, 2009) - Eli Mahpud (Dec 16, 2009–Oct 16, 2010) - Yuval Naim (Oct 16, 2010–13 aprilie 2011) - Gili Landau (Aug 17, 2011–13 mai 2012) - Eli Mahpud (Aug 14, 2012–13) - Alon Mizrahi (2013) - Nissan Yehezkel (2013–) |